# О избеглиштву - психосоцијални аспекти
О избеглиштву - психосоцијални аспекти је стручна монографија ауторке Тамаре Чавић, објављена 2001. године у издању "Задужбине Андрејевић" из Београда.

## О аутору
Тамара Чавић (Тамара М. Чавић-Ђурић) је на Медицинском факултету у Београду стекла звање доктора медицине, специјалисте психијатрије, магистра наука и доктора наука. Аутор је две монографије из области трауме и психотерапије, као и више десетина стручних и научних радова.

## О књизи
Књига О избеглиштву - психосоцијални аспекти разматра избеглиштво и миграције као друштвени феномен и фактор ризика за ментално здравље са епидемиолошког, социјалног и психолошког аспекта.
Књига је приређена магистарска теза "Специфични психосоцијални проблеми избеглица у колективном смештају" (Центар за мултидисциплинарне студије, Београд, 1999. године).